# Melanagromyza grandilunulosa
Melanagromyza grandilunulosa este o specie de muște din genul Melanagromyza, familia Agromyzidae, descrisă de Singh și Ipe în anul 1973. Conform Catalogue of Life specia Melanagromyza grandilunulosa nu are subspecii cunoscute.